# Brittany Howard
Brittany Howard (Athens, 2 ottobre 1988) è una cantautrice e musicista statunitense.

## Biografia
Oltre ad essere membro degli Alabama Shakes, Brittany Howard fa parte dei gruppi Thunderbitch e Bermuda Triangle; con i primi ha pubblicato un album eponimo nel settembre 2015, mentre con le seconde ha fatto una sorta di tour negli Stati Uniti ad ottobre 2017.
A settembre 2019 è uscito il primo album solista della cantante, Jaime, che è entrato in numerose classifiche nazionali, in particolare alla 34ª posizione della Billboard Canadian Albums, alla 36ª della Official Albums Chart e alla 13ª della Billboard 200. La traccia d'apertura History Repeats ha ricevuto due candidature ai Grammy Awards 2020, nelle categorie Miglior canzone rock e Miglior interpretazione rock. Grazie al disco, nel medesimo anno ha ottenuto una candidatura agli A2IM Libera Awards e una ai GLAAD Media Awards.
Nel 2021 il brano Stay High fa ottenere alla cantautrice il Grammy Award alla miglior canzone rock.

## Discografia

### Album in studio
- 2019 – Jaime
- 2024 -  What Now

### Album dal vivo
- 2020 – Live at Sound Emporium

### Album di remix
- 2021 – Jaime (Reimagined)

### EP
- 2020 – Spotify Singles

### Singoli
- 2012 – I Wonder (feat. Ruby Amanfu)
- 2019 – History Repeats
- 2019 – Stay High
- 2020 – He Loves Me